# The Deadly Spawn
Série
'Metamorphosis'
(1990)
Pour plus de détails, voir Fiche technique et Distribution.
The Deadly Spawn (Return of the Aliens: The Deadly Spawn) est un film américain réalisé par Douglas McKeown, sorti en 1983.

## Synopsis
Une race d'horribles créatures arrive sur Terre avec pour seul but de se nourrir d'humains.

## Fiche technique
- Titre : The Deadly Spawn
- Titre original : Return of the Aliens: The Deadly Spawn
- Réalisation : Douglas McKeown
- Scénario : Ted A. Bohus et Douglas McKeown
- Musique : Paul Cornell, Michael Perilstein et Kenneth Walker
- Photographie : Harvey M. Birnbaum
- Montage : Marc Harwood
- Production : Ted A. Bohus
- Société de production : Filmline
- Pays d'origine : États-Unis
- Format : Couleurs - 1,33:1 - Mono - 16 mm
- Budget : 25 000 dollars (19 000 euros)
- Genre : Horreur et science-fiction
- Durée : 81 minutes
- Date de sortie : 22 avril 1983 (États-Unis)

Film interdit aux moins de 16 ans

## Distribution
- Charles George Hildebrandt : Charles
- Tom DeFranco : Pete
- Richard Lee Porter : Frankie
- Jean Tafler : Ellen
- Karen Tighe : Kathy
- James Brewster : Sam
- Elissa Neil : Barb
- Ethel Michelson : tante Millie
- John Schmerling : oncle Herb
- Judith Mayes : Bunny
- Andrew Michaels : un campeur
- John Arndt : un campeur
- Diane Stevens : Nibbs
- Darlene Kenley : Hilde
- Madeline Charanis : Ju Ju

## Autour du film
- Le tournage s'est déroulé dans le New Jersey.
- Le film sera suivi par Metamorphosis (1990), réalisé par Glenn Takakjian.
- The Deadly Spawn était sorti en France en VHS sous le titre La Chose[1].